# Filialkirche Harmannstein

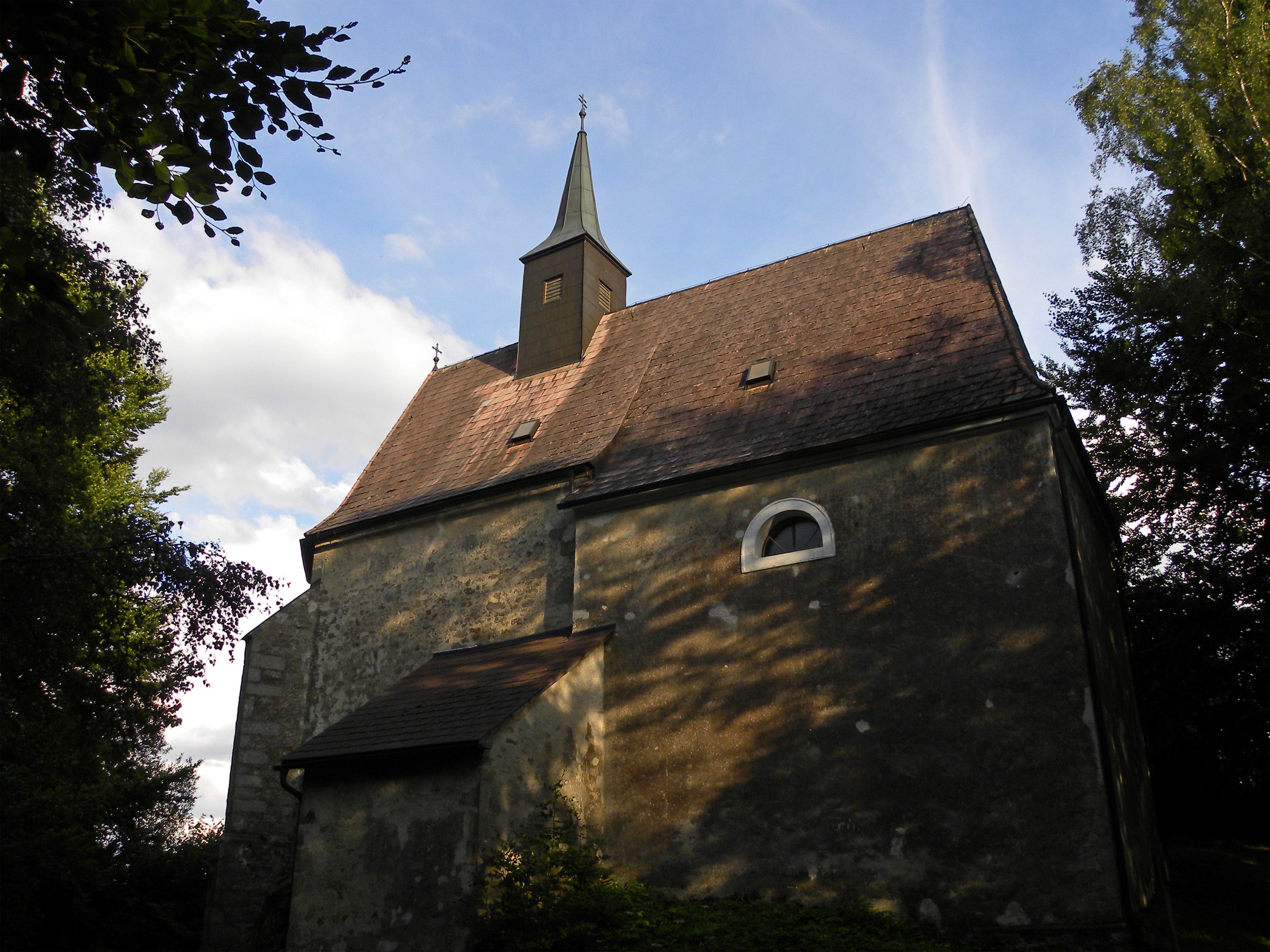
Katholische Filialkirche hl. Johannes der Täufer in Harmannstein

Die römisch-katholische Filialkirche Harmannstein, auch als Johannesbergkirche bezeichnet, ist eine ehemalige Burgkapelle in der gleichnamigen Katastralgemeinde in der Marktgemeinde Großschönau im Bezirk Gmünd in Niederösterreich. Die dem Patrozinium hl. Johannes der Täufer unterstellte Filialkirche der Pfarre Großschönau gehört zum Dekanat Gmünd in der Diözese St. Pölten. Der Sakralbau sowie die Grabungsreste der Burg Harmannstein stehen unter Denkmalschutz (Listeneintrag).

## Lagebeschreibung
Das Gotteshaus im Westen der Katastralgemeinde Harmannstein steht auf der dicht bewaldeten Spitze des Johannisberges und damit direkt auf der Europäischen Hauptwasserscheide in 839 m ü. A.

## Geschichte

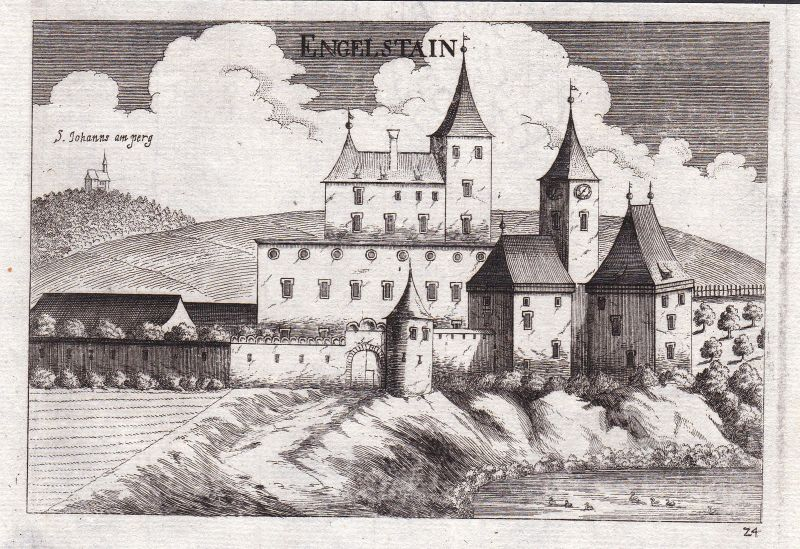
Kupferstich von Georg Matthäus Vischer aus dem Jahr 1629 – Burg „ENGELSTAIN“ (Engelstein) das Kirchlein „S.JOHANNS AM PERG“

Die heutige Kirche steht an der Stelle der Burgkapelle der ehemaligen Burg Harmannstein Hadmar II. von Kuenrings („novum castrum Hadmarstain“), die vermutlich zwischen 1150 und 1160 errichtet und 1162 erstmals urkundlich genannt wird. Anfang des 13. Jahrhunderts verlor die Burg an Bedeutung. Die Kuenringer verlegten ihren Sitz von „Hadmarstain“ nach Weitra, einer befestigten Stadt. Bereits 1319 dürfte die Johanneskapelle nicht mehr benutzt und an das Stift Zwettl übertragen, bzw. verkauft worden sein. Der erste Kirchenbau wird 1381 erstmals urkundlich erwähnt, damals war er eine Filiale der Pfarre Großschönau. Mit dem Plan, die Kirche zu einer Pfarrkirche zu erheben, wurde die Kirche in der Mitte des 15. Jahrhunderts neu errichtet. Nach der Zerstörung während des Hussitensturms in den 1430er Jahren wurde die Kirche 1452 neu geweiht. 1663 erfolgte eine bauliche Veränderung. 1956 restaurierte man das Bauwerk.

## Architektur
Kirchenäußeres

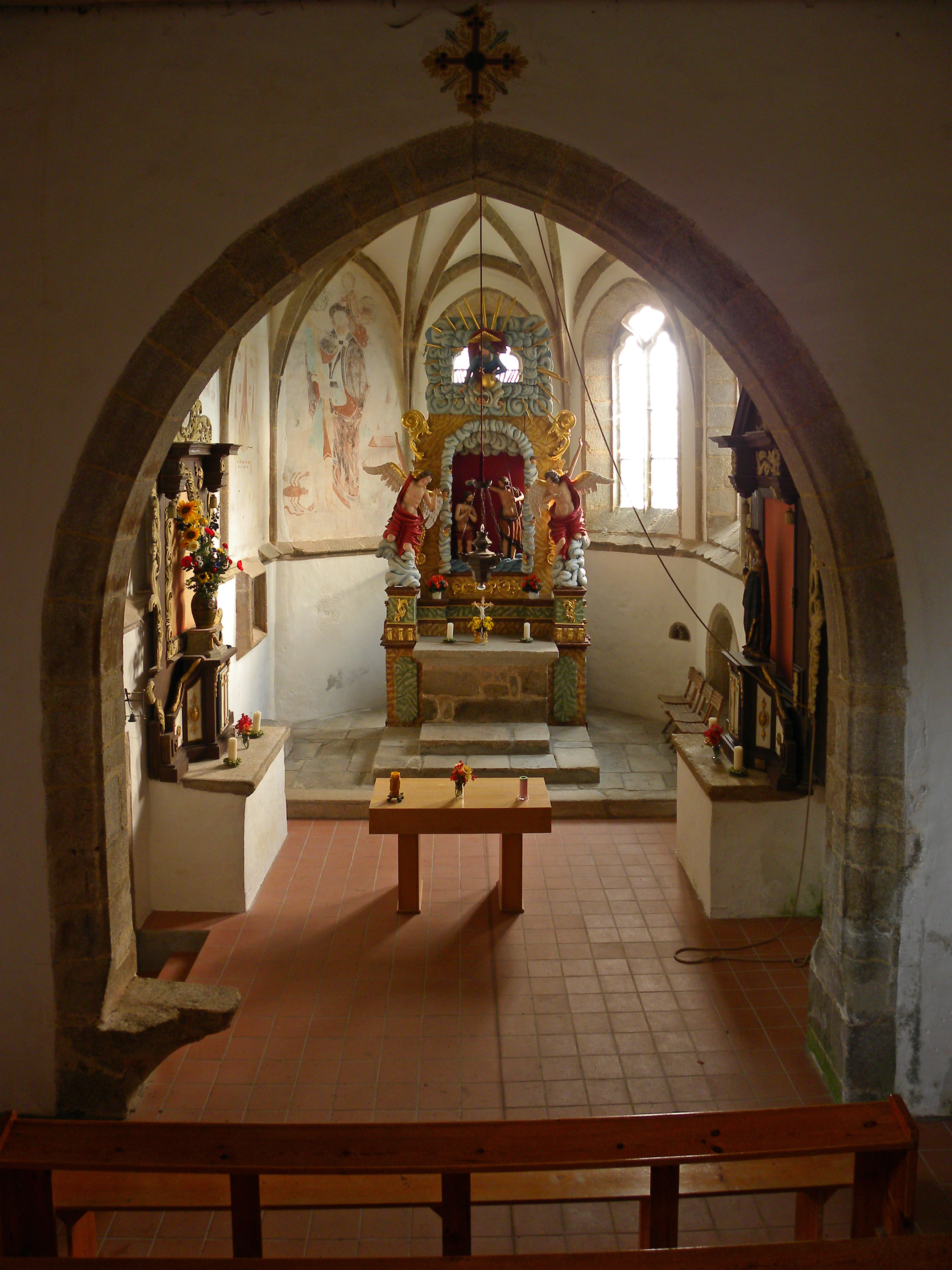
Innenansicht

Die Kirche ist ein spätgotischer Bau mit barockisiertem Langhaus und einem Dachreiter. Im Nordwesten sind Reste des Burgwalls und des Burggrabens erhalten. Der Chor stammt im Kern aus dem 14. Jahrhundert. Er schließt in einem 5/8-Schluss und wurde über Substruktionen errichtet, die über die natürliche Kante des Johannesberges hinausragen. Die Strebepfeiler sind abgetreppt. Der Chor hat im Osten und Süden drei zweibahnige Maßwerkfenster. Nordseitig schließt ein Sakristeianbau an den Chor an. Das Langhaus ist schlicht ausgeführt und stammt aus dem 15. Jahrhundert. Die Portale zum Langhaus sind barock, das südliche Portal gotisch.
Kircheninneres
Die Kirche hat einen gotischen Chor mit Fünfachtelschluss. Über dem Chorjoch ist ein Netzrippengewölbe aus der zweiten Hälfte des 15. Jahrhunderts. Dieses ruht auf bis zum Kaffgesims verlaufenden Runddiensten. Nordseitig gelangt man durch ein Schulterbogenportal in die Sakristei. Im Chorraum befindet sich eine Sitznische und eine rechteckige, verstäbte Sakramentsnische mit einer Gittertür aus der zweiten Hälfte des 15. Jahrhunderts. Die Sakramentsnische wird nach oben hin in gemalter Form fortgesetzt. Das Langhaus ist schlicht ausgeführt. Darüber ist eine flache barocke Holzdecke. Ein eingezogener, gekehlter Triumphbogen trennt den Chorraum vom Langhaus. Im Altarraum sind spätgotische Freskenreste vom Ende des 15. Jahrhunderts zu sehen. Diese stellen das „Himmlische Jerusalem der Apokalypse“ und Christophorus, den 'Christusträger', dar. Er wird von einem roten Skorpion bedroht. Hinter dem Christophorus ist eine Darstellung des Kirchleins zur Entstehungszeit zu sehen. Das Kirchlein wird in den Fresken von einer überdachten Mauer mit Tor umgeben. Die Fresken wurden bei der Restaurierung im Jahr 1957 freigelegt. Die Westempore ist aus Holz.

## Ausstattung
Der Hochaltar wurde von einem Tischler aus Groß-Gerungs vermutlich 1727 geschaffen. Im Mittelschrein stellt eine bühnenhaft dargestellte, rustikale Figurengruppe die Taufe Jesu durch Johannes den Täufer dar. Die Szene wird von Wolken und zwei großen knienden Engeln flankiert. Im Auszug ist Gottvater in einer Wolkenglorie dargestellt.
Der südliche Seitenaltar stammt aus der Zeit zwischen 1660 und 1670 und ist allen Heiligen geweiht. Der nördliche Seitenaltar von ca. 1700 ist der Gottesmutter geweiht. Die originale gotische Madonna aus der Zeit um 1400 wurde 1961 in die Kapelle des Bildungshauses St. Hippolyt übertragen und durch eine Kopie ersetzt. Beide Seitenaltäre wurden um 1800 klassizistisch verändert und mit Tabernakeln versehen.